# Луїс Варела
Луїс Варела (ісп. Luis Varela; нар. 12 липня 1972) — венесуельський борець вільного стилю, срібний призер Панамериканських ігор, бронзовий призер чемпіонату Центральної Америки, бронзовий призер Центральноамериканських і Карибських ігор, учасник Олімпійських ігор.

## Життєпис
Виступав за борцівський клуб Університету Ніхон, Токіо. Тренер — Хідеакі Томіяма.

## Спортивні результати на міжнародних змаганнях

### Виступи на Олімпіадах
| Змагання                    | Збірна    | Вагова категорія          | Місце |
| --------------------------- | --------- | ------------------------- | ----- |
| Літні Олімпійські ігри 1996 | Венесуела | вільна боротьба, до 82 кг | 17    |

### Виступи на Чемпіонатах світу
| Змагання                        | Збірна    | Вагова категорія          | Місце |
| ------------------------------- | --------- | ------------------------- | ----- |
| Чемпіонат світу з боротьби 1995 | Венесуела | вільна боротьба, до 82 кг | 32    |

### Виступи на Панамериканських чемпіонатах
| Змагання                                   | Збірна    | Вагова категорія                 | Місце |
| ------------------------------------------ | --------- | -------------------------------- | ----- |
| Панамериканський чемпіонат з боротьби 1989 | Венесуела | вільна боротьба, до 74 кг        | 5     |
| Панамериканський чемпіонат з боротьби 1990 | Венесуела | греко-римська боротьба, до 82 кг | 6     |

### Виступи на Панамериканських іграх
| Змагання                  | Збірна    | Вагова категорія          | Місце  |
| ------------------------- | --------- | ------------------------- | ------ |
| Панамериканські ігри 1995 | Венесуела | вільна боротьба, до 82 кг | Срібло |

### Виступи на Чемпіонатах Центральної Америки
| Змагання                                      | Збірна    | Вагова категорія                 | Місце  |
| --------------------------------------------- | --------- | -------------------------------- | ------ |
| Чемпіонат Центральної Америки з боротьби 1990 | Венесуела | греко-римська боротьба, до 82 кг | Бронза |
| Чемпіонат Центральної Америки з боротьби 1990 | Венесуела | вільна боротьба, до 82 кг        | 4      |

### Виступи на Центральноамериканських і Карибських іграх
| Змагання                                     | Збірна    | Вагова категорія          | Місце  |
| -------------------------------------------- | --------- | ------------------------- | ------ |
| Центральноамериканські і Карибські ігри 1993 | Венесуела | вільна боротьба, до 82 кг | Бронза |

### Виступи на інших змаганнях
| Змагання                                                             | Збірна    | Вагова категорія          | Місце  |
| -------------------------------------------------------------------- | --------- | ------------------------- | ------ |
| Панамериканський Олімпійський кваліфікаційний турнір з боротьби 1996 | Венесуела | вільна боротьба, до 82 кг | Бронза |